# Rhynchotus
Rhynchotus is een geslacht uit de vogelfamilie Tinamoes en bestaat uit twee soorten.

## Soorten
- Rhynchotus maculicollis – Huaycotinamoe
- Rhynchotus rufescens – Pampahoen